# فأر نيفي
فأر نيفي (الاسم العلمي: Mus neavei) (بالإنجليزية: Neave’s Mouse)‏ هو نوع من الحيوانات يتبع جنس الفأر من الفصيلة الفأرية.